# Абу Кабир
Абу Кабир (арап. أبو كبير) је град у Египту у гувернорату Шаркија. Према процени из 2008. у граду је живело 106.050 становника.

## Становништво
Према процени, у граду је 2008. живело 106.050 становника.
| 1986.  | 1996.  | 2006.   |
| ------ | ------ | ------- |
| 68.394 | 85.340 | 102.603 |